# Miki Takashi
Takashi Miki (sinh ngày 23 tháng 7 năm 1978) là một cầu thủ bóng đá người Nhật Bản.

## Sự nghiệp câu lạc bộ
Takashi Miki đã từng chơi cho Bellmare Hiratsuka, Oita Trinita, Nagoya Grampus và Tokushima Vortis.